# Brylkinia
Brylkinia is een geslacht uit de grassenfamilie (Poaceae). 

## Soorten
Van het geslacht zijn de volgende soorten bekend: 
- Brylkinia caudata
- Brylkinia schmidtii